# José Pierre
Pierre José Darrambide más conocido como José Pierre, nacido en Bénesse-Maremne (Landas) el 24 de noviembre de 1927 y fallecido en París el 7 de abril de 1999, fue un escritor, crítico e historiador de arte francés, que se especializó en el movimiento surrealista.

## Biografía
Invitado a seguir al grupo surrealista por André Breton, José Pierre participó en las actividades de este movimiento de 1952 a 1969, año de su disolución. Contribuyó activamente en las exposiciones internacionales del surrealismo de 1959 (EROS, galería Daniel Cordier) y de 1965 (La Separación absoluta, galería Lo Œél) antes de organizar el mismo varias otras exposiciones. Especialista reconocido del surrealismo, es también autor de numerosas monografías a artistas contemporáneos, a la pintura simboliste, a la pintura ingenua, al cubismo, al Futurismo, al Dadaísmo, y al Arte pop. Autor de una tesis titulada "André Breton y la pintura", fue director de investigación en el CNRS ("Campos y actividades surrealistas"), presidente de Actual (asociación que se había dado como misión el reunir el archivo completo de los surrealistas). José Pierre fue igualmente autor dramático, poeta y novelista.  Escribió La embarcación almirante, puesto en escena Patrick Simon, Almacén Lainé con la Compañía Dramática de Aquitania en1981.
En ciertos de sus ensayos, José Pierre subraya repetidamente el ingenio artístico de Dali o de ciertos artistas cercanos del  Arte Pop, cortando así con las posiciones radicales impuestas por Bretón en su tiempo.
Firma en 1960 el Manifiesto de los 121 titulado « Declaración sobre el derecho a la insumisión en la guerra de Argelia ».
En 2011, su colección de arte ha sido desgraciadamente dispersada en condicionxes deplorables, creándose por ello una polémica.

## Novelas
- Otros gatos a fouetter, Éric Losfeld, 1968
- Qué Thérèse ? Es los marronniers en flores, París, El Sol Negro, 1974 - rééd. coll. Lecturas Enamoradas, La Musardine, 2009
- La Fontaine cerrada, los secretos de una secta política desconocida, 1988
- El último cuadro, éd. Blanca, 2001

## Ensayos
- El Futurismo y el dadaísmo, 1966
- El Cubismo, 1966
- El Surrealismo, 1967
- Propiedad de Wolfgang Paalen, París, Ediciones Galanis, 1970
- El Surrealismo hoy, 1973
- Diccionario del Arte Pop, 1975
- Manifiestos surrealistas y declaraciones colectivas 1922-1969, Eric Losfeld, 1980-1982
- El Universo surrealista, Somogy, 1983
- Víctor Román a la cita con el gran pacto inmemorial, editado por Víctor Román, 1984
- La Aventura surrealista en torno a André Bretón con Robert Lebel, Filipacchi, 1986
- André Bretón y la pintura, Cuadernos de las vanguardias, Lausana, La Edad de Hombre, 1987
- El Universo simbolista, fin-de-siglo y decadencia, 1991

## Exposiciones
- 1970 : Surrealism? - exposición surréaliste internacional organizada por el Riksutställningar (4 comisarios : Ragnar von Holten, José Pierre, Jean-Pierre Silberman y Hervé Telémaco), Moderna Museet de Estocolmo después Göteborg, Sundsvall y Malmö (Suecia)